# سميرة جعفر الموسوي
سميرة جعفر الموسوي وهي سياسية عراقية ولدت في سنة 1952 في بغداد شغلت منصب عضوة في مجلس النواب العراقي في دورته الأولى من عام 2005 إلى 2010.